# 劉景健
劉景健（1904年7月31日—1988年8月13日）。河南省西平縣人。民國37年（1948年）在河南省第三選區當選第一屆立法委員。

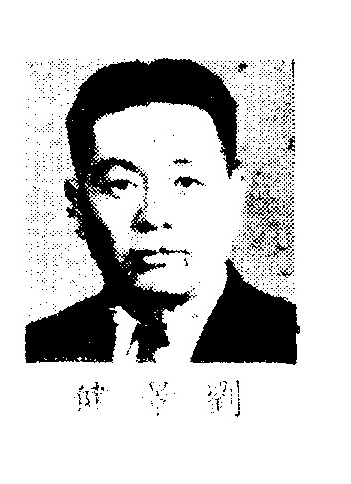
出席制憲國民大會代表時

## 生平[1][2][3]
- 廣東黨政訓練所畢業
- 德國警官高等學校畢業，中國國民黨德國總支部執行委員
- 德國柏林大學市政系肄業
- 歷任國民革命軍第二集團軍總司令部政治委員，特別黨部委員、軍官學校政治處長、河南省黨部指導委員、高級警官學校訓育主任、中央黨部特種委員及設計委員
- 河南省黨部委員兼書記長
- 中央黨部祕書兼青年科長
- 國民參政會參政員
- 河南省第八選區選出的制憲國民大會代表
- 河南省第三選區當選第一屆立法委員
- 因貪污案經最高法院第三審終局判決確定，處有期徒刑七年，褫奪公權五年，註銷立法委員名籍[4]